# Ed Westwick
Edward Jack Peter «Ed» Westwick (Stevenage, Hertfordshire, 27 de junio de 1987) es un actor y músico británico. Es conocido por interpretar al multimillonario Chuck Bass en la serie de televisión de la cadena The CW Gossip Girl (2007-2012) y por ser el vocalista del grupo de rock The Filthy Youth. Asimismo, ha trabajado en largometrajes como S. Darko (2009), Chalet Girl (2011), J.  Edgar (2011) y Romeo & Juliet (2013).

## Biografía

### Primeros años
Es el tercer y último hijo de un profesor de negocios llamado Peter Westwick y de una psicóloga educativa llamada Carole. Tanto él como sus hermanos estudiaron en St. Ippolyts English Church y en la Escuela de Barclay. Debutó en la película Violación de domicilio, del ya difunto Anthony Minghella, mientras estudiaba en la Universidad de North Hertfordshire.

### Carrera como actor
Formado en el National Youth Theatre de Londres, Ed actuó en la serie británica Doctors, además de en Casualty y en Afterline. Por otro lado, apareció en películas como Children of Men, Son of Rambow, 100 Feet y la secuela de Donnie Darko.
El papel que dio la fama fue el de Chuck Bass, uno de los multimillonarios protagonistas de la serie Gossip Girl. Sus compañeros en la serie son los actores Blake Lively, Leighton Meester, Penn Badgley y Chace Crawford.

### Carrera como músico
Westwick también es el cantante de la banda de rock británica The Filthy Youth, al lado de Allingham Benjamin Lewis, Jimmy Wright, Mitch Cox y John Vooght.

## Vida personal
Durante el rodaje de Gossip Girl, Ed vivió en Nueva York junto a su compañero y amigo Chace Crawford. El resto del tiempo vive en Londres. Es seguidor del Chelsea FC. Mantuvo una relación con la también actriz y coestrella de Gossip Girl, Jessica Szohr, pero la relación terminó luego de que ella lo engañara.
A finales de 2017, tres mujeres acusaron al actor de violación o asalto sexual. En julio de 2018, el fiscal de distrito de Los Ángeles anunció que no continuaría con la investigación en contra de Westwick debido a la falta de evidencias para llevar a cabo un juicio.
El 29 de enero de 2024, anunció que se había comprometido con la actriz británica Amy Louise Jackson (1992) en Gstaad. Se casaron el 23 de agosto de ese año en Lustra (Italia). El 31 de octubre de ese mismo año, la pareja anunció que esperaban su primer hijo. El 24 de marzo de 2025, anunciaron el nacimiento de su hijo, Oscar Alexander.

## Filmografía

### Cine
| Año  | Título                | Papel             |
| ---- | --------------------- | ----------------- |
| 2006 | Children of Men       | Alex              |
| 2006 | Breaking and Entering | Zoran             |
| 2007 | Son of Rambow         | Lawrence Carter   |
| 2008 | 100 Feet              | Joey              |
| 2009 | S. Darko              | Randy Jackson     |
| 2011 | Chalet Girl           | Jonathan "Johnny" |
| 2011 | J. Edgar              | Agente Smith      |
| 2013 | Romeo & Juliet        | Teobaldo Capuleto |
| 2015 | Freaks of Nature      | Milan Pinache     |
| 2020 | Enemy Lines           | Mayor Kaminski    |
| 2021 | Me, You, Madness      | Tyler             |
| 2022 | Lobos de guerra       | Jack Wallace      |

### Televisión
| Año       | Título          | Personaje            | Notas            |
| --------- | --------------- | -------------------- | ---------------- |
| 2006      | Doctors         | Holden Edwards       | 1 episodio       |
| 2006      | Casualty        | Johnny Cullin        | 1 episodio       |
| 2006      | Afterlife       | Darren               | 1 episodio       |
| 2007-2012 | Gossip Girl     | Charles "Chuck" Bass | Elenco principal |
| 2009      | Californication | Chris "Balt" Smith   | 1 episodio       |
| 2015      | Wicked City     | Kent                 | Elenco principal |
| 2017-2018 | Snatch          | Sonny Castillo       | 4 episodios      |
| 2017      | White Gold      | Vincent Swan         | Elenco principal |

## Premios y nominaciones
| Año  | Categoría              | Trabajo     | Premio            | Resultado |
| ---- | ---------------------- | ----------- | ----------------- | --------- |
| 2008 | Choice TV Star Male    | Gossip Girl | Teen Choice Award | Ganador   |
| 2008 | Choice TV Villain      | Gossip Girl | Teen Choice Award | Ganador   |
| 2009 | Choice TV Villain      | Gossip Girl | Teen Choice Award | Ganador   |
| 2010 | Choice TV Villain      | Gossip Girl | Teen Choice Award | Nominado  |
| 2011 | Choice TV Villain      | Gossip Girl | Teen Choice Award | Nominado  |
| 2012 | Choice TV Actor: Drama | Gossip Girl | Teen Choice Award | Nominado  |